# Monte Rokkō
Il Monte Rokkō (六甲山?, Rokkō-san) è situato nella prefettura di Hyōgo, Giappone.

## Descrizione
Con il termine di Rokkō-san ci si riferisce ad un complesso montagnoso il cui picco più alto è il Rokkōsan-Saikōhō (六甲山最高峰?). Del complesso del Rokkō-san fanno parte il monte Maya, il Kabuto, l'Iwahara ed l'Iwakura.
Nel 1903 vi fu aperto dal britannico Arthur Hesketh Groom il primo percorso di golf del Giappone.